# Palosco
Palosco (Palósch [paˈlosk] in dialetto bergamasco) è un comune italiano di 5 703 abitanti della provincia di Bergamo, in Lombardia.
È situato ai margini orientali della provincia di Bergamo, nei pressi della confluenza tra i fiumi Cherio e Oglio.

## Storia

### Le origini antiche
Nonostante non vi sia una documentazione scritta che ne attesti l’origine, si presume che il paese sia sorto durante il periodo romano, dato che nei vicini centri era presente un’importante strada di collegamento tra le città di Bergamo e Brescia. La declinazione in osco, però potrebbe anche far pensare ad un'origine Ligure, in tal caso si dovrebbe retrodatare di duemila anni la nascita del borgo.

### Il Medioevo
Parecchie sono invece le notizie inerenti alle vicende del paese in epoca medievale, quando il paese si trovò, in quanto terra di confine, al centro delle dispute tra le fazioni bergamasche e bresciane.
A tal riguardo il paese si dotò di numerose costruzioni difensive, tra cui un castello (oggi ne rimane solamente il torrione, ma pare che la tipologia di questa fortificazione sia riconducibile al raro modello Turris ante portam).
L'apice degli scontri si ebbe nel 1156 quando, durante la Battaglia di Palosco, nelle campagne del borgo si verificò una battaglia in campo aperto tra le truppe comunali dei bergamaschi e quelle vescovili di Brescia, a causa di questioni territoriali e mancate investiture.
Lo scontro fu assai cruento e vide la vittoria delle truppe bresciane, che tuttavia non riuscirono a porre fine alla lotta con i vicini bergamaschi.
Dopo questi sanguinosi eventi il periodo medievale vide altri scontri tra guelfi e ghibellini, non paragonabili però alla sopra citata battaglia.

### L'età moderna
La tranquillità arrivò nei secoli seguenti, grazie all'avvento della dominazione della Repubblica di Venezia, avvenuta nel corso del XV secolo, che diede nuovi impulsi al commercio in questa terra di confine tra la bergamasca e il bresciano.

### L'età contemporanea
Con l'annessione al Regno Lombardo-Veneto il centro visse un'epoca che lo contraddistinse con il ruolo di piccolo e tranquillo centro agricolo.
Soltanto nel corso del XX secolo l'industrializzazione e la costruzione dell'Autostrada A4 vicino al proprio territorio, riportarono il paese ad assumere un ruolo importante nella zona.

### Simboli
Lo stemma e il gonfalone sono stati concessi con decreto del presidente della Repubblica del 2 maggio 1963.
La fascia ricurva di rosso rappresenterebbe il confine tra le province di Bergamo e di Brescia. I tre cuori rovesciati sono simbolo della famiglia Colleoni.
Il gonfalone è un drappo partito di rosso e di giallo.

## Monumenti e luoghi d'interesse

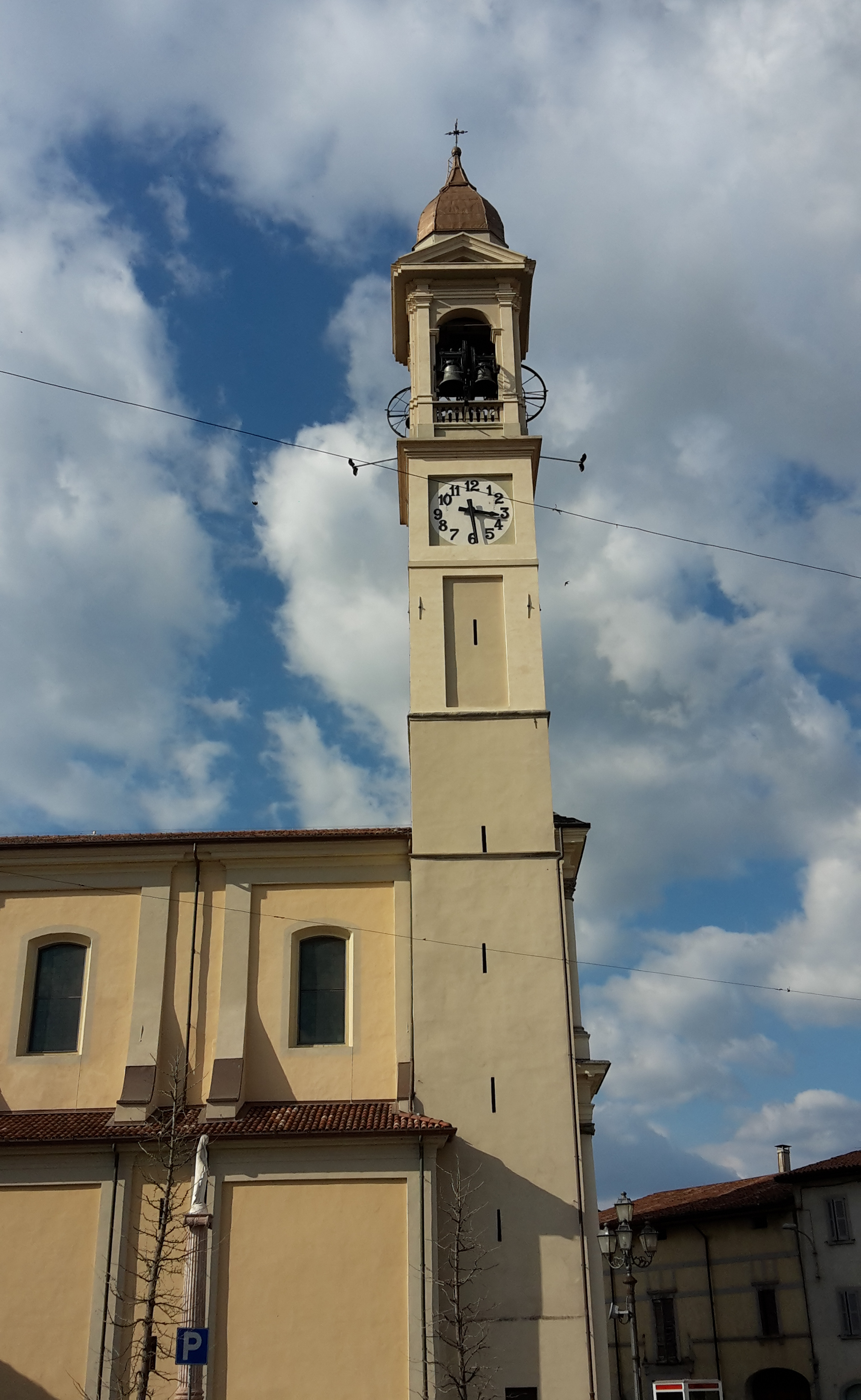
Chiesa di San Lorenzo Martire.

### Architetture religiose

#### Chiesa parrocchiale di San Lorenzo
In ambito religioso merita menzione la chiesa parrocchiale di San Lorenzo. Risalente al XVI secolo ma ampliata significativamente due secoli più tardi, presenta importanti opere tra cui i dipinti di Gian Paolo Cavagna e di Giovan Battista Moroni, nonché sculture del Calegari e della famiglia Fantoni.

#### Chiese minori
Sono inoltre presenti alcune piccole chiesette, che caratterizzano il territorio di Palosco: la cinquecentesca chiesa di San Pietro, ornata di numerosi affreschi, l'agreste chiesa di Santa Maria Elisabetta e la cappella della Madonna della Mercede, in località Torre delle Passere.

### Architetture civili

#### Palazzina di caccia
Presso la località Torre Passeri è presente la Palazzina di Caccia del celebre e fiero condottiero bergamasco Bartolomeo Colleoni.

### Architetture militari

#### Torre delle Passere
Sul territorio comunale molto interessanti sono i resti della torre medievale, in località Torre delle Passere, e del coevo castello, a testimonianza dell'importanza che il borgo aveva in quel periodo storico.
La località della Torre delle Passere sorge tra i confini di tre paesi: Cividate al piano, Martinengo e Palosco. Il luogo dell'edificazione è strategico perché situato al crocevia di importanti strade: la Valera che collega Martinengo a Pontoglio e la Calciana che collega Bergamo a Brescia. Per questo fin dall'antichità, sulle carte geografiche appariva la Torre delle Passere e non Palosco.
La chiesetta fu edificata in memoria della Madonna della Mercede. Durante il settecento sotto al pavimento della cappella giacevano i resti degli abitanti del piccoli villaggio sorto accanto alla piccola cappella. Durante la dominazione del capitano di ventura Bartolomeo Colleoni fu eretto il torrione per scopi difensivi. Questo territorio nel corso dei secoli viene acquistato da vari nobili fino a giungere nelle mani dei marchesi Terzi. Da questo momento in poi la famiglia Terzi espande i propri domini e si cura dalla cappella, I marchesi creano, attigua alla struttura, un cenotafio: luogo di sepoltura dei marchesi Terzi.
La storia della chiesetta la possiamo ricostruire attraverso documenti scritti sui libri di Palosco: "Palusco" e "PALOSCO evoluzione di un territorio Natura, Storia, insediamenti."
Primo documento scritto dalla famiglia Terzi e inviata al papa Pio VII per chiedere di poter celebrare, nella chiesetta, in qualsiasi momento, i sacramenti.
Oggi la chiesa della Torre delle passere è dedicata alla Madonna delle Grazie, ma la storia ci dice che fu anche dedicata alla Madonna della Mercede, ciò della misericordia. Contiene un bell'altare in marmo policromo di tanti colori e la pala dell'altare, restaurata nel 1900, dietro la quale ci sono i nomi delle donne che hanno offerto il restauro. Nella sacrestia ci sono degli ex voto che ricordano le grazie ricevute. In passato nella chiesetta c'era un quadro della Madonna nera di grande valore; per questioni di sicurezza è stato spostato in un luogo protetto.
Il giorno di festa la chiesetta viene ornata con veli bianchi e azzurri; i colori che ritroviamo nella Madonna Immacolata. È tradizione dei paesani di Palosco e dei paesi vicini recarsi a piedi alla chiesetta, nel giorno della Madonna il 24 settembre.

### Aree naturali

#### Fontanile
Sul territorio paloschese è presente anche un esempio di fontanile visibile in località Malago.

## Società

### Evoluzione demografica
Abitanti censiti

### Etnie e minoranze straniere[9]
Secondo le rilevazioni ISTAT, gli stranieri residenti nel comune sono 627, ovvero il 10,9 % della popolazione. Di seguito, un elenco delle comunità straniere più consistenti presenti con il numero di abitanti e la loro percentuale:
- India, 261 (41,63 %);
- Marocco, 105 (16,75 %);
- Romania, 73 (11,64 %);
- Senegal, 39 (6,22 %);
- Albania, 38 (6,06 %).

### Religione
Sebbene in provincia di Bergamo, la parrocchia di Palosco appartiene alla diocesi di Brescia. La parrocchia è dedicata a San Lorenzo martire: probabilmente il culto del santo fu portato da alcuni monaci del Monastero di San Lorenzo in Cremona, i quali costituirono la primitiva chiesa intitolata al diacono martire.

## Cultura

### Cinema
A Palosco e nel limitrofo comune di Martinengo sono state girate le scene del film di Ermanno Olmi L'albero degli zoccoli, Palma d'oro per il miglior film del festival di Cannes del 1978. In tal senso, la testimonianza del passato rurale è data dalla cascina Roggia Sale.

### Eventi
24 settembre: Festa della Torre. Questa festa affonda le proprie radici in un tempo lontanissimo; si celebra, nella frazione Torre Passeri, la festa della Madonna della Mercede (alla Quale si rivolgevano preghiere affinché i propri cari, caduti prigionieri dei Turchi, venissero affrancati). Piatto tipico è la trippa e la cacciagione. Al termine della processione dei devoti alla Madonna, seguono fuochi pirotecnici.

## Economia

### Industria
Palosco è ritenuta la capitale della meccanica di piccola precisione; sul territorio sono presenti numerose aziende che producono compassi sia per il mercato nazionale sia per quello europeo e mondiale.

## Amministrazione
| Periodo        | Periodo        | Primo cittadino                | Partito   | Carica                  | Note                                                                                                 |
| -------------- | -------------- | ------------------------------ | --------- | ----------------------- | --- |
| 23 giugno 1990 | 1991           | Franco Loda                    |           | Sindaco                 | |
| 1991           | 21 giugno 1992 | Sebastiano Di Marco Pizzongolo |           | Commissario Prefettizio | Funzionario della Regione Lombardia, viene nominato Commissario Prefettizio dal Co.Re.Co. di Bergamo |
| 22 giugno 1992 | 26 aprile 1997 | Ilario Gagni                   |           | Sindaco                 | |
| 14 maggio 2001 | 29 maggio 2006 | Epifanio Ottini                |           | Sindaco                 | |
| 30 maggio 2006 | 5 giugno 2016  | Massimo Pinetti                | Lega Nord | Sindaco                 | |
| 5 giugno 2016  | in carica      | Mario Mazza                    |           | Sindaco                 | |

## Sport

### Calcio
Dopo molti anni di affiliazione alla FIGC, e militanza in 1ª, 2ª e 3ª categoria, la principale squadra di calcio del paese è "ASD Or. Palosco" collaborazione tra comune e oratorio.
Nel campionato 2019/2020 la prima squadra ha militato nel campionato dilettanti CSI.

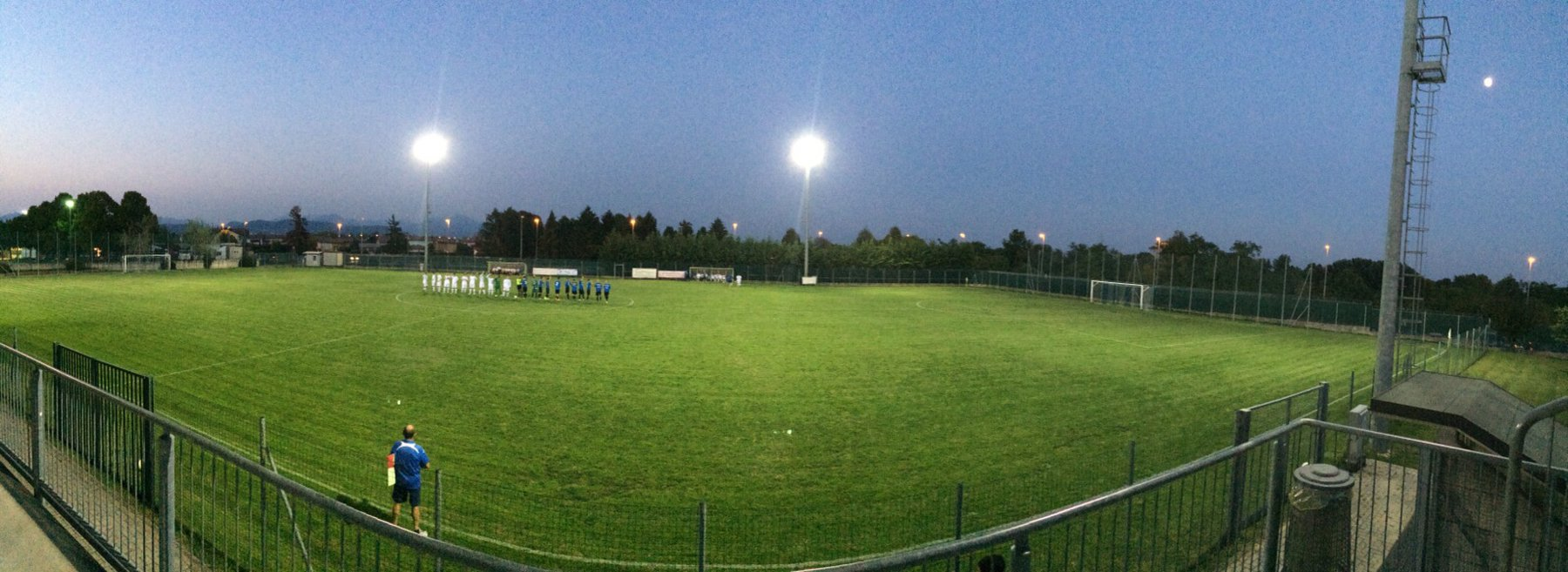
Stadio Comunale

### Volley
La attività pallavolistica si svolge a livello dilettantistico.

### Sci
L'attività sciistica è garantita dal locale sci club.